# Tablataal
Tablataal is een populaire benaming voor de boles uit de Hindoestaanse muziek. De gesproken klanken imiteren de gespeelde klanken. De benaming verwijst naar het ritmische begeleidingsinstrument tabla.
Een voorbeeld van tablataal:
DHADHERE KITETAKE DHEREDHERE KITETAKE

DHEREDHERE KITETAKE TUNA KITETAKE

TATIRI KITETAKE TERETERE KITETAKE

DHEREDHERE KITETAKE TUNA KITETAKE
(een variatie in tintal)